# Helicoconis beata
Helicoconis beata är en insektsart som beskrevs av György Sziráki 1997. Helicoconis beata ingår i släktet Helicoconis och familjen vaxsländor. Inga underarter finns listade i Catalogue of Life.